# Sandgöl (Vena socken, Småland)
Sandgöl är en sjö i Hultsfreds kommun i Småland och ingår i Viråns huvudavrinningsområde.